# 君と旅行鞄
「君と旅行鞄」は、1974年6月25日に発売された、はちみつぱいのシングル。

## 解説
本作は“はちみつぱい”がリリースした唯一のシングル。タイトル曲の「君と旅行鞄」は、1973年リリースのアルバム『センチメンタル通り』収録曲「僕の倖せ」の改作で、渡辺勝が単独で手掛けた歌詞の一部が鈴木慶一によって変更された。カップリングの「酔いどれダンス・ミュージック」は後に“鈴木慶一とムーンライダース”のアルバム『火の玉ボーイ』で再レコーディングされた。
リリースと同年3月から4月くらいに録音が行われたという本作。両曲とも大滝詠一が“笛吹銅次”名義でエンジニアを担当している。鈴木慶一によれば「アルバムは梅津さんなのだけど、このシングルはワーナー名義なので完全に新プロジェクトだった。大滝さんを連れてきたのは“はちみつぱい”のマネージャーの石塚幸一さん。大滝はこういうことをやりたがっているってことで声をかけたと。なので録りもミックスも両方やっているよ。面白かったのは、メンバーが“なんで大滝さんがいるんだ?”“マイクをセットしているぞ!?”って不思議な顔をしていたこと。私はすぐにわかったけどね」とし、スタジオがどこだったかは覚えていないという。
また、「ミックスはそのままスタジオで行われなかったような気がする。大滝さんが持ち帰ってミックスしたかどうか。出来上がった『酔いどれダンス・ミュージック』は、半音上がっていた。オリジナルはAだけどBフラットになっている。だから少しドラムが軽いんだよ。以前ライブでやるために聴いてみたら、やけに声が高いなと思って確認したら、どちらの曲も上がっている。ということは、事故の可能性も出てきたね。テレコの互換性や電圧とかでぴったり半音ズレるという事故は、ちょっとないとは思うのだけど。ピッチを上げたのは大滝さんなのか? あるいはディレクターなのか? マネージャーなのか? 我々なのか? はたまた事故なのか? 曲が4分を超えないようにという配慮があったのかもしれないね。『君と旅行鞄』の最後はもっと長いの。最後の方で待ってましたとスティール・ギターが入ってきたところでフェード・アウトでしょ? あの先があるわけだ」とし、実際に上げたかどうかは、マルチ・トラック・テープがないため、確認のしようがないのだという。
さらに、「とにかく笛吹さんがエンジニアとして録りもミックスも外部でやったのは、これが最初で最後じゃないかな。笛吹さんは“やあ”くらいで、す〜っと入ってきて、黙々とマイクをセットしていたね。アルバムのときはヘッド・アレンジをしていたのだけど、このシングルのときはあらかじめ考えておいたものを録音しただけ。A面は一度アルバムで録音しているし、歌詞が変わったのとボーカリストが変わっただけだし。だからかどうか、大滝さんに何かを相談することもなかったし、大滝さんからサジェスチョンがくることもなかった。録り音さえ問題なければすぐに終わる。メンバーはなにしろ“はっぴいえんど”の大滝が録音しているわけだから、どこか半信半疑な部分はあったと思う。しかし、何も問題が発生することもなく、あっさり終わった。いい音だったし。でもエンジニア大滝さん、演奏“はちみつぱい”、お互いに様子を見ていたとこはあるかもね。どんな音で録音するのか、どんな演奏をするのか。まさにお初の出来事だったんだ」という。
シングル収録の2曲はいずれもオリジナル・アルバム未収録だが、2017年リリースの『センチメンタル通り [Deluxe Edition]』収載のディスク1（『センチメンタル通り』Remastered UHQCD）にてCD化されたほか、ディスク3のDVD-ROM（『センチメンタル通り』Remastered 192kHz/24bit WAVファイル）にはハイレゾ音源データが収録、さらに、ディスク4（アナログEP）にて発売時の仕様で復刻された。

## 収録曲

### SIDE 1
1. 君と旅行鞄 KIMI TO TRUNK  –  (3:56)
渡辺勝 · 鈴木慶一 作詞、松本圭司 作曲、はちみつぱい 編曲

### SIDE 2
1. 酔いどれダンス・ミュージック YOIDORE DANCE MUSIC  –  (2:36)
鈴木慶一 作詞 · 作曲、はちみつぱい 編曲

## クレジット
| （パーソナル）                                 |  |                                        |
| 鈴木慶一                                       |  | リードボーカル、キーボード             |
| 武川雅寛                                       |  | ヴァイオリン、パーカッション、ボーカル |
| 本多信介                                       |  | リード・ギター                         |
| 岡田徹                                         |  | キーボード                             |
| 駒沢裕城                                       |  | ペダル・スティール                     |
| 和田博巳                                       |  | エレキ・ベース                         |
| かしぶち哲郎                                   |  | ドラム                                 |
|                                                |  |                                        |
| Special Thanks to 吉田美奈子、宮悦子、大貫妙子 |  |                                        |
|                                                |  |                                        |
| ディレクター : 知久悟司                        |  |                                        |

## リリース日一覧
| 地域 | タイトル                                  | リリース日    | レーベル                 | 規格               | カタログ番号 | 備考                                                                          |
| ---- | ----------------------------------------- | ------------- | ------------------------ | ------------------ | ------------ | ----------------------------------------------------------------------------- |
| 日本 | 君と旅行鞄 / 酔いどれダンス・ミュージック | 1974年6月25日 | Elektra ⁄ WARNER PIONEER | 7"シングルレコード | L-1193E      |                                                                               |
| 日本 | 君と旅行鞄 / 酔いどれダンス・ミュージック | 2017年2月22日 | Bellwood ⁄ KING          | 7"シングルレコード | SSY-10002    | 『センチメンタル通り [Deluxe Edition]』同梱のアナログEP。発売時の仕様で復刻。 |